# Jens Assur
Jens Niclas Assur, född 29 april 1970 i Stora Blåsjön i Frostvikens församling i Jämtland, är en svensk fotograf, regissör, manusförfattare och filmproducent. Han är VD för det egna bolaget Studio Jens Assur.
Jens Assurs film, Killing the Chickens to Scare the Monkeys, hade premiär på Filmfestivalen i Cannes 2011 där den visades under Quinzaine des Réalisateurs.

## Bakgrund
Jens Assur började sin yrkeskarriär på lokaltidningen Dagbladet i Sundsvall, där han arbetade som reporter och fotograf 1986-1990. År 1990 blev Assur anställd som fotograf på tidningen Expressen, där han gjorde många uppmärksammade bildreportage. Bland annat från Somalia, Rwanda, Sydafrika och det forna Jugoslavien. Assur blev under 1990-talet Sveriges mest prisbelönta bildjournalist . 1997 lämnade Assur Expressen. Han startade då Studio Jens Assur för att kunna genomföra fördjupande fotografiska konst- och filmprojekt. Assur har uttalat målet att "väcka samhällsdebatt och engagemang kring vår samtid, i Sverige och resten av världen".
Under 1990-talet ägnade sig Assur till stor del åt att skildra utvecklingsländer, men han har på senare år flyttat fokus till västvärlden.  Bland annat via sina projekt This is My Time, This is My Life, Hunger och Thailand - A Charter Paradise.
Utöver sina konst- och filmprojekt genomför Assur föreläsningar och framträder i samhällsprogram.

## Arbete och verk

### Fotografi
Under the Shifting Skies/Och himlen därovan (1997-2001) är ett av de största fotografiska projekt som gjorts i Skandinavien[källa behövs]. Det består av två stycken böcker, 256 sidor tjocka, och en utställning med 70 fotografier, 1,5 x 2 meter stora. Utställningen Under the Shifting Skies/Och himlen därovan var ambulerande, och redan när den öppnade på Arbetets museum i Norrköping så drog den en rekordpublik på 80 000 besökare.
This is My Time, This is My Life (2003-2006) är en skildring av unga människor i Stockholm med polaroidbilder.  This is My Time, This is My Life ställdes ut på Moderna Museet i Stockholm, 2006.
Victims of War (2006). Jens Assur tog fram konceptet och stod för utförandet i Röda Korsets PR- och marknadskampanj Victims of War. Assur porträtterade det dagliga livet för krigsoffer i Sudan och Kongo-Kinshasa. Hans bilder genererade stor uppmärksamhet i svensk media och kampanjen ledde till en rekordstor insamling för Röda Korset.
I Can See the World From Here (2007) är en skildring av universitetslivet, fotograferat på Umeå Universitet. Assur bodde under sex månader i en studentkorridor för att genomföra projektet. I Can See the World From Here ställdes ut på Färgfabriken i Stockholm och Bildmuseet i Umeå. 
Hunger (2009-2010) består av fem fotoböcker, presenterade i en box med tillhörande utställning.  Böckerna skickades ut till 1 000 av Sveriges främsta opinionsbildare inför riksdagsvalet 2010 samtidigt som en 1 000 kvadratmeter stor utställning öppnade på Kulturhuset i Stockholm. 
Hunger sågs av 70 000 besökare och fick ett stort genomslag i svensk media.
- Den första boken, If You Love Gobal Warming – Honk!, belyser konsumtionssamhället genom monumentala och samtidigt eftertänksamma bilder av och i megastäder som exempelvis Sao Paulo, Los Angeles, Bombay, Shanghai och Tokyo. För första gången i mänsklighetens historia bor fler människor i städerna än på landsbygden.

- Den andra boken, Hunger, består av bilder från de allt större stormarknaderna i Sverige. Över en miljard människor svälter, Assur skildrar krasst överflödet med ett stort mått socialrealism. Färgglada tuber och kakor som tornar upp sig som skyskrapor i mathangarerna blir symboler för en ohållbar överproduktion.

- Livnära är den tredje boken, i vilken Assur har följt det svenska jordbruket på nära håll.  Är det svenska jordbruket en förlegad idyll? Är det svaret på ett långsiktigt hållbart samhälle?

- Bok nummer fyra är Det gröna infernot. Assur skildrar här den bild som vi har av skogen och dess djur och växtlighet. Är det i museimontrar som vi kommer att uppleva naturen i framtiden? Till grund för den dystopiska frågeställningen ligger det motsägelsefulla i att mänsklighetens beroende av skogen inte hindrar oss från att skövla den.

- Bilderna i den femte boken, Suécia स्वीडन 瑞典, berättar om det som blir kvar av småsamhället, här representerat av Bollnäs, när allt fler uppfyller sin önskan om att bo i en av världens storstäder.

Thailand – A Charter Paradise (2011) är en Artist’s book i en upplaga om 250 stycken signerade och numrerade böcker. Varje bok är unik och har formen av ett fotoalbum med originalfotografier som klistrats in för hand. Varför åker 400 000 svenskar till Thailand varje år? Vad gör de där? Och säger just detta något om oss svenskar och den tid vi lever i ?
Black Box (2012) Assur skapade foto-serien "Supermegacities", som visar effekten av migration i de mest inflytelserika städerna i vår tid. Varje bild är skuren i 12 individuella plattor. I varje Black Box finns ett slumpmässigt urval av dessa plattor vilket gör det möjligt för mottagaren att skapa sina egna konstverk bestående av olika delar av de globala metropolerna. Genom att låta mottagaren bli en aktiv deltagare och skapare, ger Studio Jens Assur till liv inte bara åt sin egen uppfattning av den globala kulturen, men också att varje unik mottagare blir en del av det. För att förlänga interaktionen vidare finns det en webbplats där man kan ansluta med andra Black Box ägare. Där kan byta man byta sina brickor för att samla sin favorit bild eller lägga upp sina egna abstrakta konstverk som skapats från innehållet i den svarta lådan.
Africa is a great country  (2013)
Jens Assurs nedslag i storstäderna på den afrikanska kontinenten är lika högaktuella som konstnärliga skildringar av den snabba utvecklingen och förändringen som sker där just nu.
Bilderna utmanar också – självsäkert och sällsynt – den dominerande vinkeln i mediernas rapportering från Afrika. I stället för katastrofer möter publiken en hyperurban livsstil, den snabbt växande medelklassens arbete och fritid, ett trendmedvetet kultur- och nöjesliv, kreativa entreprenörskap och de gigantiska metropolernas arkitektur, utbredning och väldiga infrastrukturer.
I 40 fotografier i storleken 2,5 x 3,5 meter – med storformatskamerans hela bildomfång och precision – porträtteras människor och miljöer i städer som t.ex. Maputo i Moçambique, Dar es-Salaam i Tanzania, Kigali i Rwanda, Lagos i Nigeria och Accra i Ghana.
Utställning ställs ut 2013 på Liljevalchs konsthall 13 april – 2 juni och Värmlands museum 6 juni – 4 augusti
- africaisagreatcountry.se

### Film
Den sista hunden i Rwanda (2006) var Jens Assurs debutfilm som regissör och manusförfattare. Kortfilmens huvudpersoner är en pressfotograf och en skrivande journalist som spelas av Jonas Karlsson respektive Reine Brynolfsson. Tillsammans arbetar de båda i Rwanda, under folkmordet 1994. Filmens historia är fiktiv, men Jens Assur har använt sig av sina egna erfarenheter som krigsfotograf i arbetet med filmen. 
Filmen vann en mängd internationella priser, bland dem Grand Prix på kortfilmsfestivalen i Clermont-Ferrand, Best Film på Tribeca Film Festival, Best Film på Flickerfest i Sydney och Grand Prix på Arcipelago Festival i Rom.
Killing the Chickens to Scare the Monkeys (2011) utspelar sig i Folkrepubliken Kina. Titeln refererar till den kinesiska statens strategi att avrätta dissidenter som en varning till andra. I gråskalan mellan svart och vitt utspelar sig nio scener där tillfälligheter visar sig få oanade konsekvenser i en ung kvinnas liv. Killing the Chickens, to Scare the Monkeys hade världspremiär på Filmfestivalen i Cannes där den visades under Quinzaine des Réalisateurs.
I samband med amerikanska Sundance Film Festival fick han i januari 2012 ta emot det speciella priset Sundance/NHK International Filmmakers Award för dels de två filmerna Den sista hunden i Rwanda och Killing the Chickens, to Scare the Monkeys och dels manuskriptet till den kommande långfilmen Close Far Away. Priset delas ut av Sundance-festivalen och det stora japanska TV-bolaget NHK till någon man ser som ett stort filmlöfte för framtiden och består av US$10 000 dollar och ett års mentorskap i filmskapandets konst. Assur är den förste skandinav som tilldelas priset.
År 2017 filmatiserade han Tomas Bannerheds roman Korparna. Filmen kom att nomineras till sju Guldbaggar inför Guldbaggegalan 2018, bland annat Bästa film.

## Regi och manus
- 2006 – Den sista hunden i Rwanda
- 2011 – Killing the Chickens to Scare the Monkeys
- 2012 – A Society
- 2014 –  Hot Nasty Teen
- 2017 – Korparna (regi och produktion)